# Симон Василь Петрович
Василь Петрович Симон (12.4.1920, Сумська область — 1.4.1999, Сумська область) — командир мінометного взводу 801-го стрілецького полку 235-й стрілецької дивізії 43-й армии 1-го Прибалтійского фронту, лейтенант, Герой Радянського Союзу.

## Біографія
Народився 12 квітня 1920 року в селі В'язове нині Охтирського району Сумської області в сім'ї селянина. Українець. Закінчив 7 класів у рідному селі, в сусіднім селі Грунь — середню школу. В 1938 году поступив у Харківський державний університет. В 1941 году закінчив 3 курса цього навчального закладу, повністю завершити навчання завадила війна.
В Червоній Армії з вересня 1941 року. В 1943 році закінчив Новоград-Волинськое піхотне училище. Учасник Німецько-радянської війни з березня 1943 року. Командував мінометным взводом на Північно-Західному фронті. Воював на Курській дузі, потім воював на 1-м Прибалтійському фронті. Член ВКП(б)/КПРС з 1943 року.
Командир мінометного взводу 801-го стрілецького полку лейтенант Василь Симон відзначився 24 червня 1944 року в районі селища Гриньово Шумилинського району Вітебської області Білорусі. Взвод в числі перших в полку прорвався до рікі Західна Двина, форсував її та захопив рубіж. Протягом доби мінометчики відбивали контратаки противника, утримали позицію, чим забезпечили переправу через річку інших підрозділів.
Указом Президії Верховної Ради СРСР від 22 липня 1944 року за вміле керівництво підрозділом, мужність і відвагу, проявлені під час захоплення і утримання плацдарму на березі річки Західна Двіна, лейтенанту Симону Василю Петровичу присвоєно звання Героя Радянського Союзу з врученням ордена Леніна і медалі «Золота Зірка».
З 1946 року капітан В. П. Симон - в запасі. Продовжив навчання в Харківському державному університеті, який закінчив у 1948 році, ставши педагогом. Був направлений в село Грунь Охтирського району Сумської області на посаду завідувача районним відділом народної освіти, де працював до 1955 року. У 1962-1967 роках - директор В'язівської 8-річної школи, з серпня 1967 по червень 1980 року - заступник директора з навчально-виховної роботи в середній школі № 1 імені В. І. Леніна міста Охтирки. З червня 1980 року - на пенсії.
За самовіддану працю в справі виховання і навчання підростаючого покоління, підготовки кваліфікованих педагогічних кадрів В. П. Симону було присвоєно почесне звання «Відмінник народної освіти» та «Заслужений вчитель УРСР». Після відходу на пенсію продовжував брати активну участь в суспільно-політичному житті міста. Він неодноразово обирався депутатом Охтирської міської Ради, членом президії Охтирської міської організації ветеранів України, був частим і бажаним гостем в навчальних закладах та трудових колективах міста і району, багато сил і енергії віддавав патріотичному вихованню молоді, підготовці її до служби в лавах Збройних Сил. Жив в місті Охтирка Сумської області. Помер 1 квітня 1999 року. Похований на Соборному кладовищі в Охтирці.
Нагороджений орденами Леніна, Вітчизняної війни 1-го ступеня, Червоної Зірки, українським орденом Богдана Хмельницького 3-го ступеня, медалями, почесним знаком «Відмінник народної освіти». Заслужений вчитель УРСР. У місті Охтирка, на честь В. П. Симона, встановлені бюст на Алеї Героїв і меморіальна дошка на будівлі школи № 1, в якій він працював.

## Під час війни
У ніч під Новий рік 1944 батальйон, у складі якого був взвод Симона, стрімким кидком захопив вигідні позиції недалеко від населеного пункту Городок Вітебської області. Звідси добре проглядалася місцевість в обороні противника. Гітлерівці спробували відкинути наших воїнів на колишні рубежі. Зав'язалися запеклі бої. Вони тривали більше трьох діб. Тринадцять ворожих атак відбив батальйон сміливців. День і ніч не замовкали міномети, ведучи безперервний вогонь. Радянські воїни знищили до роти нацистів.
Влітку 1944 року війська 1-го Прибалтійського фронту оточили Витебско-Бобруйське угруповання противника. 801-й стрілецький полк разом з іншими частинами 235-ї стрілецької дивізії, прорвавши сильно укріплені позиції ворога в Городоцькому районі Вітебської області, почав стрімко просуватися вперед.
Група бійців на чолі з командиром взводу Симоном на підручних засобах під сильним вогнем противника однією з перших переправилася на протилежний берег Західної Двіни в районі села Гриньова і захопила невеликий клаптик землі. На ньому закріпилися 16 воїнів з трьома мінометами і всім запасом мін в роті. На кожного бійця було по 60 патронів для карабіна. Лейтенант Василь Симон добре розумів, що гітлерівці зроблять все, щоб скинути з «п'ятачка» радянських бійців. І тому він наказав ретельно готуватися до бою. До ранку були готові позиції для мінометів, окопи і траншеї для бійців. Приблизно об 11 годині ранку зліва почалася сильна стрілянина, а через кілька хвилин з лісу, що чорнів метрів за триста, з'явилися німецькі війська.
Гітлерівці кинулися в контратаку. Радянські воїни зайняли кругову оборону. Вогонь противника посилювався. Незважаючи на втрати, сміливці стійко відбивали натиск ворога. Одна контратака нацистів слідувала за одною. Однак всі спроби гітлерівців скинути наших бійців в річку виявилися марними.
«Звичайно, ми розуміли, що співвідношення сил не на нашу користь, - згадує Василь Петрович, - але ми не збиралися здаватися, не для того переправлялися через річку. Мені важко згадувати той день. Дуже вже він жарким виявився для нас. Напруга не спадала до самого вечора. П'ять разів ворог йшов на нас. Останню атаку німці почали вже в сутінках. Їх тоді вже залишилося не більше сорока. Але і в наших рядах були втрати. Однак і цей натиск ми відбили».
Відважні воїни утримували плацдарм до підходу основних сил полку. Командир взводу показував особистий приклад мужності і відваги, надихав своїх солдатів на подвиг. Невелика група бійців знищила близько 150 нацистських солдатів і офіцерів. Завдяки їх стійкості підрозділи полку успішно переправилися через Західну Двіну.

## Зображення

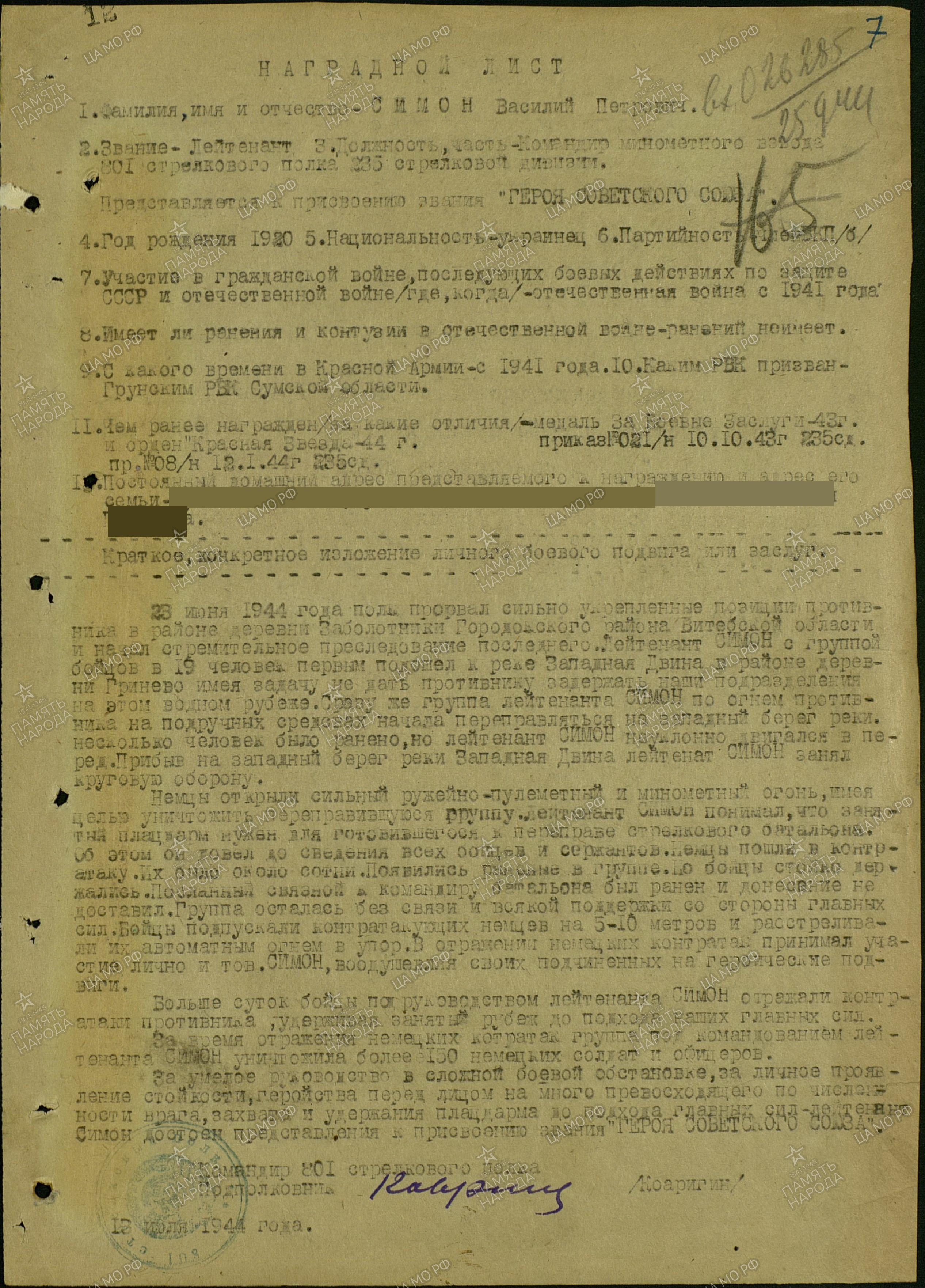
Нагородний лист
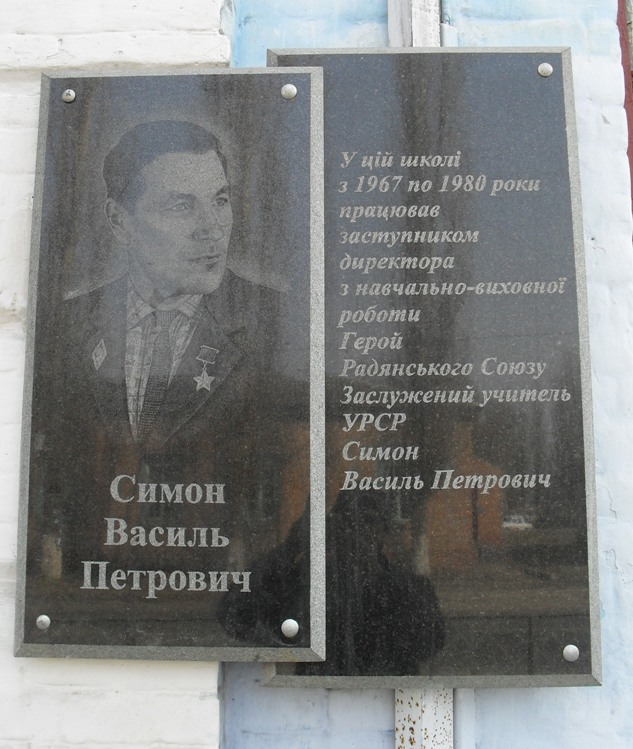
Меморіальна дошка